# La breve vita felice di Francis Macomber
La breve vita felice di Francis Macomber (The Short Happy Life of Francis Macomber) è un racconto che fa parte della raccolta I quarantanove racconti scritti tra il 1925 e il 1936 da Ernest Hemingway.
Ambientato in Africa, fu pubblicato nel numero di settembre 1936 della rivista Cosmopolitan assieme a Le nevi del Chilimangiaro. La storia fu adattata per il grande schermo da Zoltán Korda nel film Passione selvaggia (The Macomber Affair, 1947).
Era uno dei racconti prediletti dell'autore e resta uno dei suoi più rappresentativi.

## Trama
Il racconto narra della fine di un matrimonio. I due ricchi coniugi americani Francis e Margot Macomber partecipano ad un safari in Africa, accompagnati da Robert Wilson, cacciatore e guida bianca. 
Durante la caccia al leone Francis va nel panico. Al ritorno all'accampamento Margot lo accusa di essere un vigliacco: nel momento cruciale ha avuto paura ed è fuggito davanti al felino. La moglie lo tratta in modo sarcastico, mentre Wilson cerca di ridimensionare l'episodio per non rovinare il safari. 
Finora il matrimonio fra il ricco inetto e la bella donna ha retto fra alti e bassi, da undici anni, sulla base di una duplice attrazione: quella di lei per i soldi e quella di lui per la bellezza. La moglie non si fa peraltro scrupolo di tradire il marito pauroso con la guida. Del quale si accorge subito, rinfacciandole di essere una donnaccia. Margot replica che lui è un codardo. 
Nella caccia successiva Macomber si rinfranca, uccide dei bufali pericolosi e riacquista visibilmente nuova fiducia in sé stesso. La donna percepisce questa riacquistata sicurezza come un rischio per la propria posizione coniugale. Nel momento in cui Macomber affronta a piè fermo un bufalo ferito che lo sta caricando, la moglie gli spara, colpendolo alla base del cranio.
Wilson sistema le cose per far passare la cosa come un incidente, ma nel suo animo è convinto che lei, impaurita dalla trasformazione dell'uomo, abbia deciso di ucciderlo coscientemente.

## Critica
La breve vita felice di Francis Macomber è stato acclamato come uno dei successi artistici di maggior successo di Hemingway. I personaggi sono ambiguamente complessi, il che ha generato un vigoroso dibattito sulle loro motivazioni. Secondo il critico Kenneth G. Johnston, "l'opinione critica prevalente è che lei deliberatamente - o nella migliore delle ipotesi, 'accidentalmente di proposito' - lo abbia ucciso", ma sono in molti, tra cui lo stesso Johnston, a sostenere la tesi opposta.

## Trasposizione cinematografica
La storia è stata adattata per il grande schermo nel film di Zoltán Korda intitolato Passione selvaggia (The Macomber Affair, 1947) con Gregory Peck e Joan Bennett. Nel 1978 Luciano Salce ne ottenne invece una versione caricaturale, Sì, buana, con Paolo Villaggio (secondo segmento del film a episodi Dove vai in vacanza?).

## Riferimenti nella cultura di massa
Il racconto ispira il fumetto Safari di Vittorio Giardino pubblicato nella raccolta Vacanze Fatali edita da Rizzoli.
Il racconto viene citato nel film Il successo (1963) di Mauro Morassi: un marito (Vittorio Gassman) chiede alla moglie, interpretata da Anouk Aimée, cosa stia leggendo, la moglie nomina il titolo del racconto suscitando l'ironia del marito sul cognome Macomber.